# Hoskuld hvitanäsgode
Hoskuld Hvitanäsgode är en av de goda personerna i Njáls saga. Han var son till Traen Sigfusson och Torgerd Glumsdotter. Hans mor Torgerd var dotter till Hallgerd Hoskuldsdotter.
Fadern, Traen, blev dödad av Skarphedin Njálsson i en fejd när Hoskuld var liten. Som ett led i förlikningen mellan släkterna tog Njál Hoskuld till fosterson, och de blev mycket fästa vid varandra.
När Hoskuld hade blivit vuxen gifte han sig med en kvinna som hette Hildegunn. Innan de gifte sig krävde hon att han skulle bli hövding över ett godord för att giftermålet skulle bli av, och då såg Njál till att göra honom till gode i Hvitanäs, därav tillnamnet Hvitanäsgode.
Hoskuld Hvitanäsgode blev dödad av Njálssönerna efter att Mård Valgardsson hade lurat dem att Hoskuld tänkte döda dem. Efter det blev det en fejd där Hoskulds släktingar brände Njál med flera inne på hans gård Bergtorshval.